# 1. FUTSAL liga 2022/2023
V soubojích 31. ročníku 1. české futsalové ligy 2022/23 (oficiálním názvem 1. FUTSAL liga) se utkalo v základní části 12 týmů dvoukolovým systémem. Po 22 kolech poslední dva týmy sestoupily, prvních osm klubů postoupilo do vyřazovací části. Tam se hrálo na tři vítězná utkání. V odvetném finále z loňské sezóny zvítězil tým SK Interobal Plzeň nad FK Chrudim. Plzeň získala svůj druhý ligový titul v historii klubu. Klubu AC Sparta Praha nebyla udělená licence pro další sezonu a bude proto hrát 2. futsalovou ligu.

## Haly a umístění
| Tým                        | Hala                              | Kapacita |
| -------------------------- | --------------------------------- | -------- |
| FK Chrudim                 | Sportovní hala Města Chrudim      | 720      |
| SK Interobal Plzeň         | Sportovní hala Lokomotiva         | 1500     |
| SK Slavia Praha            | Sportovní hala Eden               | 1000     |
| AC Sparta Praha            | SC Řepy                           | 400      |
| Helas Brno                 | Sportovní hala Vodova             | 3500     |
| FTZS Liberec               | Dukla Liberec                     | 1200     |
| SK Olympik Mělník          | Sportovní hala Mělník             | 280      |
| Démoni Česká Lípa          | Městská sportovní hala Česká Lípa | 400      |
| FC Rapid Ústí nad Labem    | Sportcentrum Sluneta              | 1200     |
| 1. FC Nejzbach Vysoké Mýto | Sportovní hala Vysoké Mýto        | 450      |
| SKUP Olomouc               | Sportovní hala Olomouc            | 3000     |
| TJ Spartak Perštejn        | Sportovní hala Kadaň              | 500      |

## Ligová tabulka
| Poř. | Tým                        | Z  | V  | R | P  | VG  | OG  | B  |
| ---- | -------------------------- | -- | -- | - | -- | --- | --- | -- |
| 1.   | SK Interobal Plzeň         | 22 | 19 | 3 | 0  | 183 | 26  | 60 |
| 2.   | FK Chrudim                 | 22 | 18 | 4 | 0  | 163 | 37  | 58 |
| 3.   | SK Slavia Praha            | 22 | 13 | 4 | 5  | 108 | 71  | 43 |
| 4.   | AC Sparta Praha            | 22 | 12 | 5 | 5  | 87  | 59  | 41 |
| 5.   | Helas Brno                 | 22 | 10 | 6 | 6  | 77  | 62  | 36 |
| 6.   | SK Olympik Mělník          | 22 | 9  | 2 | 11 | 96  | 121 | 29 |
| 7.   | FTZS Liberec               | 22 | 6  | 6 | 10 | 78  | 103 | 24 |
| 8.   | TJ Spartak Perštejn        | 22 | 7  | 3 | 12 | 98  | 116 | 24 |
| 9.   | SKUP Olomouc               | 22 | 6  | 3 | 13 | 102 | 148 | 21 |
| 10.  | Démoni Česká Lípa          | 22 | 6  | 1 | 15 | 76  | 125 | 19 |
| 11.  | 1. FC Nejzbach Vysoké Mýto | 22 | 3  | 2 | 17 | 73  | 178 | 11 |
| 12.  | FC Rapid Ústí nad Labem    | 22 | 3  | 1 | 18 | 55  | 150 | 10 |

Poznámky

- Z = Odehrané zápasy; V = Vítězství; R = Remízy; P = Prohry; VG = Vstřelené góly; OG = Obdržené góly; B = Body

|  | Postup do vyřazovací části soutěže  |
|  | Sestup do příslušné skupiny 2. ligy |
|  | Reoganizace/Změna soutěže           |

## Vyřazovací část

### Pavouk
|  | Čtvrtfinále | Čtvrtfinále | Čtvrtfinále |         |   | Semifinále | Semifinále | Semifinále |  |  | Finále | Finále | Finále |
|  |             |             |             |         |   |            |            |            |  |  |        |        |        |
|  | 1           | Plzeň       | 3           |         |   |            |            |            |  |  |        |        |        |
|  | 8           | Perštejn    | 0           |         |   |            |            |            |  |  |        |        |        |
|  | 8           | Perštejn    | 0           |         | 1 | Plzeň      | 3          |            |  |  |        |        |        |
|  |             |             |             |         | 1 | Plzeň      | 3          |            |  |  |        |        |        |
|  |             |             | 4           | Sparta  | 0 |            |            |            |  |  |        |        |        |
|  | 4           | Sparta      | 4           | Sparta  | 0 | 3          |            |            |  |  |        |        |        |
|  | 4           | Sparta      |             |         |   | 3          |            |            |  |  |        |        |        |
|  | 5           | Helas       | 1           |         |   |            |            |            |  |  |        |        |        |
|  |             |             |             |         |   |            |            |            |  |  | 1      | Plzeň  | 3      |
|  |             |             | 2           | Chrudim | 0 |            |            |            |  |  |        |        |        |
|  | 2           | Chrudim     | 3           |         |   |            |            |            |  |  |        |        |        |
|  | 7           | Liberec     | 0           |         |   |            |            |            |  |  |        |        |        |
|  | 7           | Liberec     | 0           |         | 2 | Chrudim    | 3          |            |  |  |        |        |        |
|  |             |             |             |         | 2 | Chrudim    | 3          |            |  |  |        |        |        |
|  |             |             | 3           | Slavia  | 0 |            |            |            |  |  |        |        |        |
|  | 3           | Slavia      | 3           | Slavia  | 0 | 3          |            |            |  |  |        |        |        |
|  | 3           | Slavia      |             |         |   | 3          |            |            |  |  |        |        |        |
|  | 6           | Mělník      | 0           |         |   |            |            |            |  |  |        |        |        |

### Čtvrtfinále
| Tým A              | Výsledek série | Tým B               | Výsledky jednotlivých zápasů |
| ------------------ | -------------- | ------------------- | ---------------------------- |
| SK Interobal Plzeň | 3:0            | TJ Spartak Perštejn | 6:4, 9:3, 12:1               |
| AC Sparta Praha    | 3:1            | Helas Brno          | 4:3, 0:1, 6:3, 3:2           |
| FK Chrudim         | 3:0            | FTZS Liberec        | 11:2, 3:0, 5:1               |
| SK Slavia Praha    | 3:0            | SK Olympik Mělník   | 3:1, 5:4, 4:1                |

### Semifinále
| Tým A              | Výsledek série | Tým B           | Výsledky jednotlivých zápasů |
| ------------------ | -------------- | --------------- | ---------------------------- |
| SK Interobal Plzeň | 3:0            | AC Sparta Praha | 1:0, 5:1, 9:2                |
| FK Chrudim         | 3:0            | SK Slavia Praha | 5:0, 4:0, 3:1                |

### Finále
| Tým A              | Výsledek série | Tým B      | Výsledky jednotlivých zápasů |
| ------------------ | -------------- | ---------- | ---------------------------- |
| SK Interobal Plzeň | 3:0            | FK Chrudim | 6:0, 5:4, 3:2pp              |